# Claude Gagnière
Claude Gagnière (* 20. Januar 1928 in Alès; † 12. September 2003 in Paris) war ein französischer Buchautor. Hauptberuflich wirkte er als literarischer Leiter der französischen Buchgemeinschaft France Loisirs.

## Werke (Auswahl)
- Tout sur tout – Petit dictionnaire de l’insolite et du sourire. France Loisirs, Paris 1986, ISBN 2-7242-2229-6.
- Au bonheur des mots. Robert Laffont, Paris 1989, ISBN 2-221-05675-2.
- Des mots et merveilles. Robert Laffont, Paris 1994, ISBN 2-221-06878-5.
- Entre guillemets. Petit dictionnaire de citations (= Le meilleur des mots.) Robert Laffont, Paris 1996, ISBN 2-221-08106-4.
- Versiculets & texticules. Épigrammes, madrigaux, cinq siècles de poésies fugitives. Robert Laffont, Paris 1999, ISBN 2-221-09002-0.
- mit François Caradec: La fable express. D’Alphonse Allais à Boris Vian. Cherche midi, Paris 2002, ISBN 2-86274-975-3.

## Auszeichnungen
Claude Gagnière erhielt im Jahr 2004 postum den „Prix des Bouquinistes“ für sein Gesamtwerk.
| Personendaten    | Personendaten       |
| ---------------- | ------------------- |
| NAME             | Gagnière, Claude    |
| KURZBESCHREIBUNG | französischer Autor |
| GEBURTSDATUM     | 20. Januar 1928     |
| GEBURTSORT       | Alès                |
| STERBEDATUM      | 12. September 2003  |
| STERBEORT        | Paris               |